# Sentinel (char)
Pour les articles homonymes, voir Sentinel.
Le Sentinel (AC1) est un programme australien de char Cruiser de la Seconde Guerre mondiale lancé en réponse à l'expansion du Japon dans la Pacifique. Il fut le premier char avec une caisse fondue d'un seul tenant, et le seul produit industriellement dans le pays (65 exemplaires).
Le Sentinel ne prit jamais part aux combats, car lorsqu'il fut disponible, les divisions blindées australiennes étaient déjà équipées de chars britanniques et américains supérieurs.

## Histoire
Le Sentinel fut conçu en novembre 1940 comme un char Cruiser équipé du canon britannique Ordnance QF 2 pounder (d'où son nom d‘Australian Cruiser tank Mark 1 ou AC1). Comme le char Ram canadien, il était basé sur le moteur, le roulement et la caisse du char américain M3 Lee, avec une tourelle ressemblant étroitement à celle du char britannique Crusader. L'utilisation d'éléments existants, simplifiés quand c'était nécessaire, mettait sa fabrication à la portée des capacités industrielles de l'Australie. 
En 1942, pour essayer de rester au niveau des progrès des chars allemands, ses caractéristiques commencèrent à se rapprocher de celles d'un char moyen américain.
En février 1942, l'AC1 fut baptisé "Sentinel". Sa fabrication fut assurée par la New South Wales Railways à la Chullora Tank Assembly Shops à Sydney. Les premiers exemplaires sortirent en août 1942 et firent leurs essais sur place. La tourelle et surtout la caisse étaient fondues d'un seul tenant ; cette technique n'avait encore jamais été utilisée pour une caisse de char à l'époque.
Le Sentinel avait été conçu pour le canon Ordnance QF 2 pounder (40 mm), puis ses spécifications avaient été changées pour recevoir le canon Ordnance QF 6 pounder (57 mm). Cependant, au moment de sa production, celui-ci n'était pas disponible, et il fallut se rabattre sur le canon de 2 livres. Il y avait aussi une mitrailleuse lourde Vickers coaxiale en tourelle, et une autre à l'avant de la caisse. Les moteurs aptes à propulser un char de 28 tonnes, le Pratt & Whitney Wasp en étoile (à essence) ou le Guiberson en étoile (diesel), n'étaient pas non plus disponibles en Australie : le Sentinel reçut trois moteurs Cadillac V8 de 5,7 L (à essence) montés en trèfle.

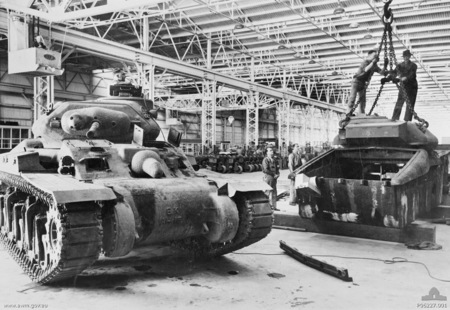
Chars Sentinel en cours de fabrication (26 juin 1942).

En juin 1943, 65 exemplaires avaient été produits.
Au Sentinel aurait dû succéder l'AC3, un modèle grandement amélioré par un meilleur blindage et une puissance de feu accrue. Un canon de forte puissance était disponible en Australie : l'obusier QF 25 livres (87,6 mm), qui fut rapidement transformé en canon de tank grâce à l'expérience acquise sur le canon Short Mark 1 de 25 livres (une version australienne raccourcie du QF 25 livres sortie en 1943). Monté sur une nouvelle tourelle, plus grande que celle du Sentinel mais utilisant le même anneau de tourelle de 1,37 m de diamètre, il laissait peu de place à son personnel mais donnait à l'AC3 des capacités anti-char, ainsi que la possibilité de tirer des obus à haut pouvoir explosif. La mitrailleuse de caisse et son servant étaient supprimés pour faire de la place pour ses munitions. Les moteurs Cadillac étaient maintenant montés sur un embrayage commun pour former le moteur Perrier-Cadillac 24 cylindres de 17 L, assez semblable à l'A57 Chrysler multibank qui propulsait certains chars américains M3 Lee et Sherman M4. Un prototype de l'AC3 avait été fabriqué et la production de 25 exemplaires pour des essais avait commencé quand le programme fut arrêté (juillet 1943).
On construisit aussi une tourelle expérimentale pour tester la capacité du Sentinel à recevoir le meilleur canon anti-char allié, l'Ordnance QF 17 pounder britannique (76,2 mm). On y installa deux obusiers QF 25 livres : mis à feu en même temps, leur recul excédait largement celui du QF 17 pdr. On y installa ensuite un  QF 17 livres, et après des essais réussis, ce canon fut choisi pour le futur AC4.

### Histoire au combat
Aucun Sentinel ne servit sur le champ de bataille. Après leurs essais et la fin du programme, ils furent tous stockés jusqu'à la fin de la guerre.
En 1943, la 3e Brigade australienne de tanks fut équipée de Sentinels modifiés pour ressembler à des blindés allemands, qui servirent pour le tournage du film de Charles Chauvel The Rats of Tobruk sorti en 1944. Il semble que ce soit la seule occasion où des chars Sentinels aient servi à quoi que ce soit.
Tous les exemplaires furent démontés ou détruits en 1945, sauf trois.
Ceux qui restent sont visibles au Musée du Royal Australian Armoured Corps de Puckapunyal (État de Victoria) (n° de série 8030), et en Angleterre au Musée des blindés de Bovington, dans le Dorset (n° de série 8049). Le seul AC3 produit (n° de série 8066) se trouve au Treloar Technology Centre à l'Australian War Memorial de Canberra.

## Modèles
AC I "Sentinel" (65 chars produits)

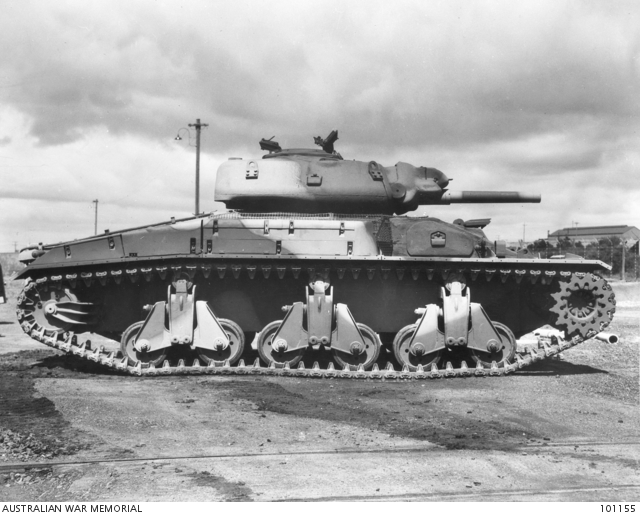
L'unique char AC3 en 1943.

- canon Ordnance QF 2 pounder (40 mm) (130 coups)
- 2 mitrailleuses Vickers (4 250 cartouches)
- 3 moteurs Cadillac V8 montés en trèfle[9]

AC III
- canon QF 25 livres (87.6 mm)
- 1 mitrailleuse Vickers coaxiale
- équipage réduit à 4 avec la suppression de la mitrailleuse de caisse
- 3 moteurs Cadillac V8 montés sur un embrayage commun

AC IV
- canon anti-char Ordnance QF 17 pounder (76 mm)
- 1 mitrailleuse coaxiale Vickers
- même moteur que le précédent